# Jembegeti
Jembegeti är ett vattendrag i Burundi.   Det ligger i provinsen Kayanza, i den nordvästra delen av landet, 60 kilometer norr om huvudstaden Bujumbura.
Omgivningarna runt Jembegeti är en mosaik av jordbruksmark och naturlig växtlighet. Runt Jembegeti är det tätbefolkat, med 735 invånare per kvadratkilometer.